# ريان بوتير
ريان بوتير (بالإنجليزية: Ryan Potter)‏ هو ممثل أمريكي، ولد في 12 سبتمبر 1995 في الولايات المتحدة.

## أعمال

### أفلام
- (2014) الأبطال الستة[4][5][6][7]
- (2011) سوباه نينجا
- (2018) الركض من أجل النعمة

### مسلسلات
- تاييتانز

## وصلات خارجية
- ريان بوتير على موقع IMDb (الإنجليزية)
- ريان بوتير على موقع ميتاكريتيك (الإنجليزية)
- ريان بوتير على موقع روتن توميتوز (الإنجليزية)
- ريان بوتير على موقع قاعدة بيانات الأفلام العربية
- ريان بوتير على موقع ألو سيني (الفرنسية)
- ريان بوتير على موقع تيرنر كلاسيك موفيز (الإنجليزية)
- ريان بوتير على موقع أول موفي (الإنجليزية)
- ريان بوتير على موقع قاعدة بيانات الأفلام السويدية (السويدية)
- ريان بوتير على موقع أول ميوزيك (الإنجليزية)
- ريان بوتير على موقع ديسكوغز (الإنجليزية)